# Synasellus exiguus
Synasellus exiguus är en kräftdjursart som beskrevs av Pedro Ivo Soares Braga 1944B. Synasellus exiguus ingår i släktet Synasellus och familjen sötvattensgråsuggor. Inga underarter finns listade i Catalogue of Life.